# کومریکا
کومریکا (به انگلیسی: Comerica) یک شرکت خدمات مالی است که مقر آن در برج کومریکا بانک در تگزاس قرار دارد. این بانک عملیات بانکداری خرد در تگزاس، میشیگان، آریزونا، کالیفرنیا، فلوریدا و خدمات مختلف مالی در ایالت‌های آمریکا، کانادا و مکزیک را انجام می‌دهد.

کومریکا بزرگترین بانک تجاری ایالات متحده آمریکا که در فهرست بزرگترین بانک‌های ایالات متحده آمریکا قرار دارد. بزرگترین دفتر این شرکت در دیترویت، لیوونا، آوبرن‌هیلز، میشیگان و دالاس است. این بانک پارک کومریکا در دیترویت و سالن تئاتر در فینیکس، آریزونا را حمایت می‌کند.

## تاریخچه
این شرکت در سال ۱۸۴۹ توسط الون فرانسورت به عنوان موسسه صندوق پس انداز دیترویت تأسیس شد.

کومریکا نام خود را به بانک پس انداز دیترویت در سال ۱۸۷۱ و به بانک دیترویت در سال ۱۹۳۶ تغییر داد، که یکی از معدود بانک‌های منطقه‌ای است که از رکود بزرگ رهایی یافت.

در سال ۱۹۵۶ این شرکت با بانک ملی بیرمنگام، بانک ملی فندال و دیترویت وابیک بانک اند تراست به منظور تشکیل بانک و تراست دیترویت ادغام شد. در سال ۱۹۷۳ شرکت دیترویت بانک مرکزی را تشکیل داد. نام فعلی در سال ۱۹۸۲ به تصویب رسید.

در سال ۱۹۸۲ کومریکا وارد بازار فلوریدا شد. در سال ۱۹۸۸ هنگامی که شرکت بزرگ بانشیر را خریداری کرد وارد بازار تگزاس شد.

در سال ۱۹۹۰ کومریکا تصویب کرد که ساختمان مرکزی جدید وان دیترویت سنتر را بسازد.

در سال ۱۹۹۱ این بانک با خرید پلازا کومریکا بانکورپ و اینبانشیر در کالیفرنیا گسترش یافت.

در سال ۱۹۹۶ این بانک عملیات ایلینوی خود را به لاسال بانک ای‌بی‌ان آمرو برای ۱۹۰ میلیون دلار فروخت.

در سال ۲۰۰۰ این بانک بخش مالی کارت اعتباری خود را به ام‌بی‌ان‌ای فروخت و اتحاد خود را با این شرکت تشکیل داد.

در سال ۲۰۰۱ بانک امپریال کالیفرنیا را خریداری کرد که همچنین دارای شعبه‌ای در آریزونا بود.

در ۶ مارس ۲۰۰۷ این شرکت تصمیم خود را مبنی بر انتقال دفتر مرکزی شرکت خود به دالاس برای نزدیک شدن به مشترهای خود در کمربند خورشید اعلام کرد.

در ژانویه سال ۲۰۰۸ وزارت خزانه‌داری ایالات متحده آمریکا این شرکت را به عنوان بانک صادرکننده برای برنامه کارت نقدی انتخاب کرد. دولت فدرال از این محصول برای پرداخت الکترونیکی مانند تأمین اجتماعی (ایالات متحده آمریکا) استفاده می‌کند. 

در ماه ژوئیه ۲۰۱۱ استرلینگ بانک تگزاس را با ۱٫۰۳ میلیارد دلار خریداری کرد.

در سال ۲۰۱۷ بانک اعلام کرد قصد دارد فضای اداری خود را با ۵۰۰٬۰۰۰ فوت مربع کاهش دهد و در سال ۲۰۱۸ هفت میلیون دلار صرفه‌جویی کند.